# Pirata aspirans
Pirata aspirans Chamberlin, 1904 è un ragno appartenente alla famiglia Lycosidae.

## Habitat
Nel Michigan questa specie si presenta con P. piraticus e P. insularis nei pantani e nelle paludi presenti intorno ai laghetti di bosco e solo con P. piraticus negli acquitrini.

## Caratteristiche
L'olotipo maschile rinvenuto ha il cefalotorace lungo 2,07mm, e largo 1,55mm.
L'allotipo femminile rinvenuto ha il cefalotorace lungo 2,20mm, e largo 1,58mm.

## Distribuzione
La specie è stata reperita nel Canada: (Ontario e Québec); e negli USA:
1. Connecticut: Contea di Fairfield, Contea di Litchfield e Contea di New Haven.
2. Georgia: Contea di Floyd.
3. Illinois: Contea di Adams, Contea di Cook, Contea di Lake e Contea di Lee.
4. Indiana: Contea di Porter.
5. Iowa: Contea di Cerro Gordo e Contea di Dickinson.
6. Maine: Contea di Knox.
7. Massachusetts: Contea di Essex e Contea di Middlesex.
8. Michigan: Contea di Arenac, Contea di Calhoun, Contea di Cheboygan, Contea di Ingham, Contea di Kalamazoo, Contea di Livingston, Contea di Macomb, Contea di Mecosta, Contea di Midland, Contea di Oakland e Contea di Washtenaw.
9. Minnesota: Contea di Freeborn.
10. New Jersey: Contea di Burlington.
11. New York: Contea di Rensselaer, Contea di Schenectady, Contea di Suffolk e Contea di Tompkins.
12. Ohio: Contea di Erie e Contea di Wayne.
13. Wisconsin: Contea di Iron, Contea di Marinette e Contea di Rock.

## Tassonomia
La specie appartiene all'aspirans group nell'ambito del genere Pirata insieme con P. indigena, P. iviei e P. triens.
Al 2017 non sono note sottospecie e dal 2003 non sono stati esaminati nuovi esemplari.